# Jaremče
Jaremče (in ucraino Яремчe?; in polacco Jaremcze; in russo Яремчe?, Jaremče) è una città dell'Ucraina nel distretto di Nadvirna, nell'oblast' di Ivano-Frankivs'k. Ospita l'amministrazione della comunità territoriale di Jaremče, una delle comunità territoriali dell'Ucraina. Nel 2022 aveva una popolazione di 7 907 abitanti.
Fino al 18 luglio 2020 Jaremče era classificata come città di rilevanza regionale e costituiva un comune autonomo. Nell'ambito della riforma amministrativa dell'Ucraina, che ha ridotto a sei il numero dei distretti dell'oblast' di Ivano-Frankivs'k, Jaremče è entrata a far parte del distretto di Nadvirna.
Jaremče ospita la sede del vicino Parco naturale nazionale dei Carpazi.

## Galleria d'immagini

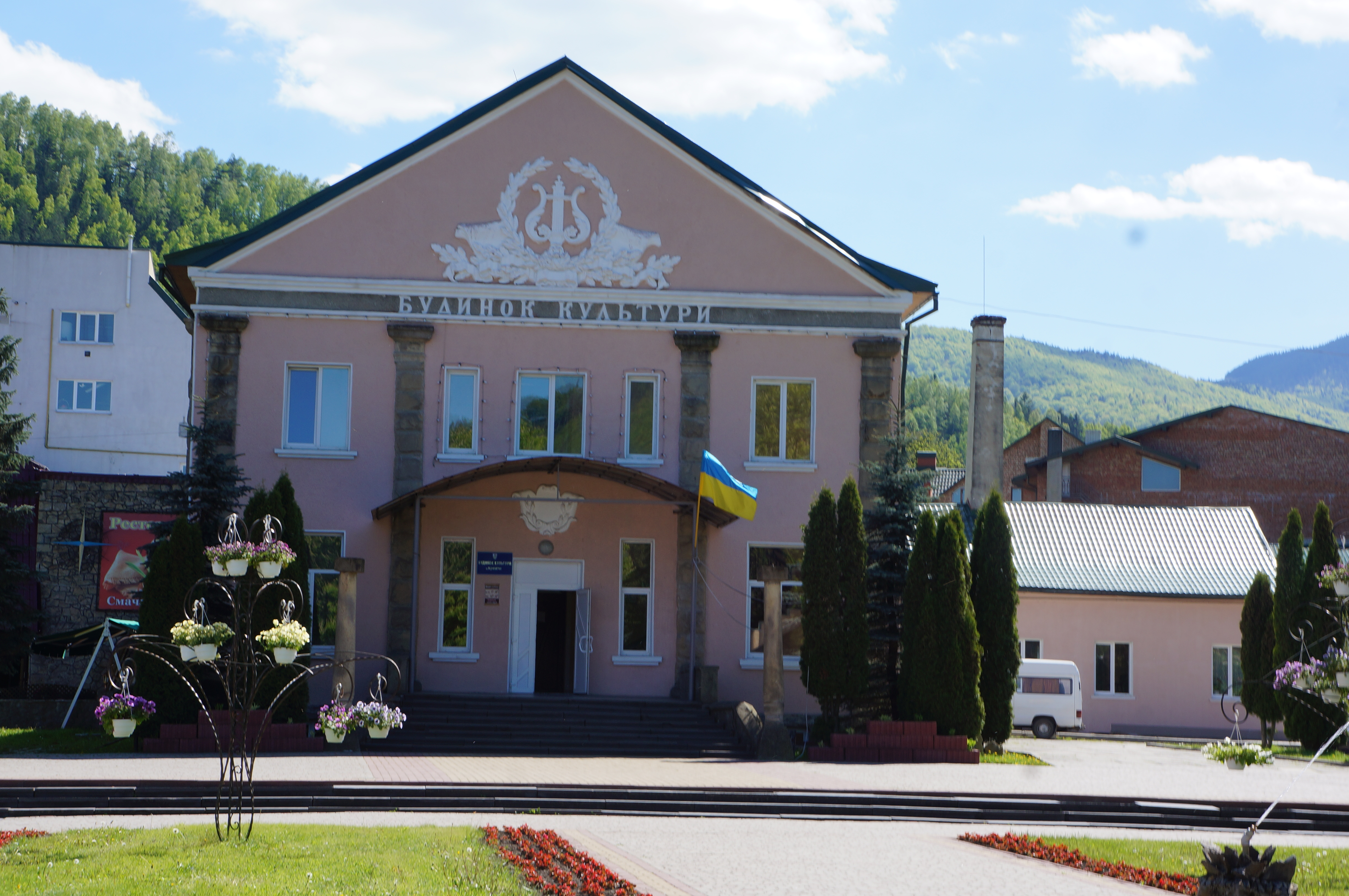
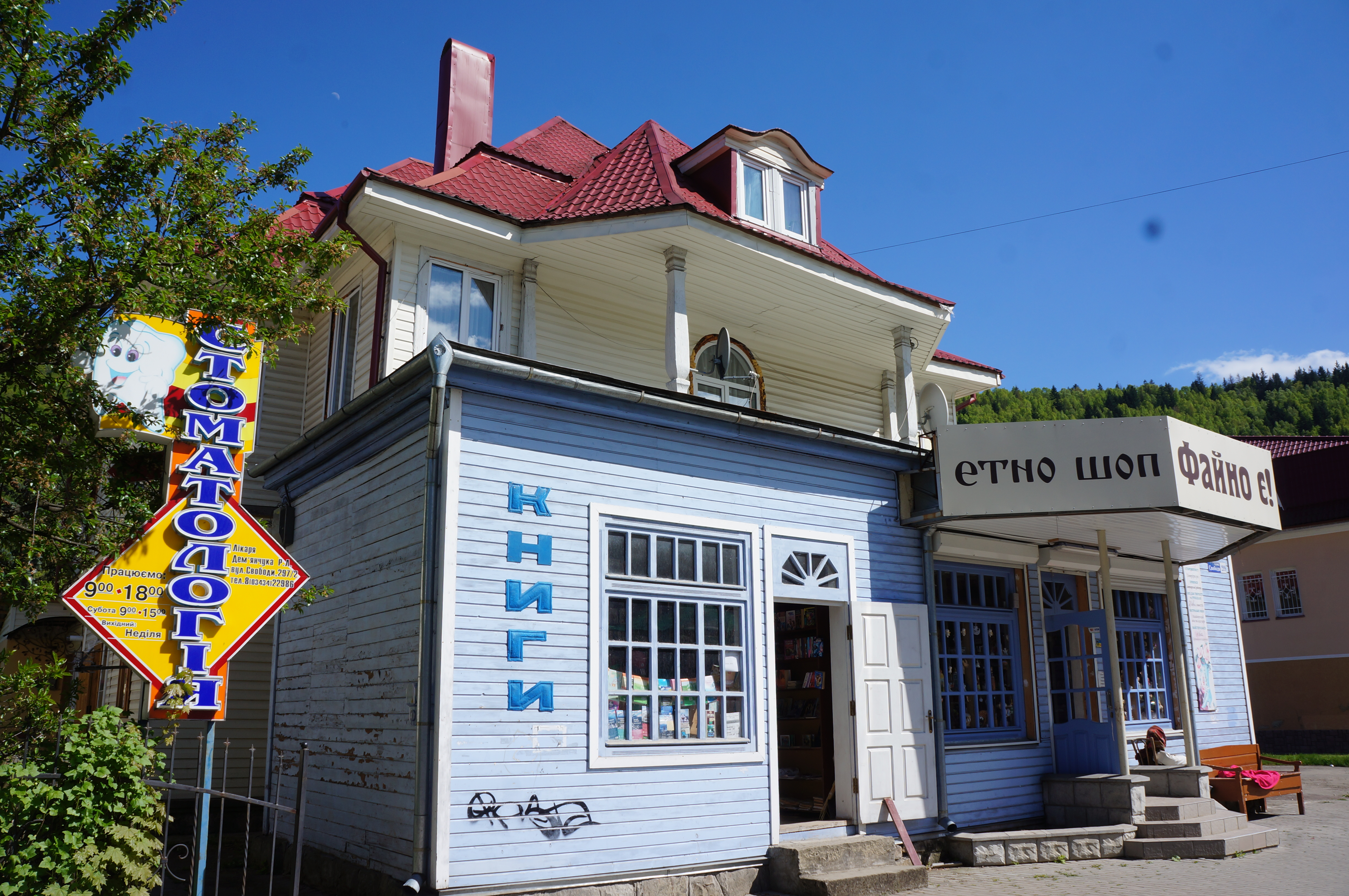
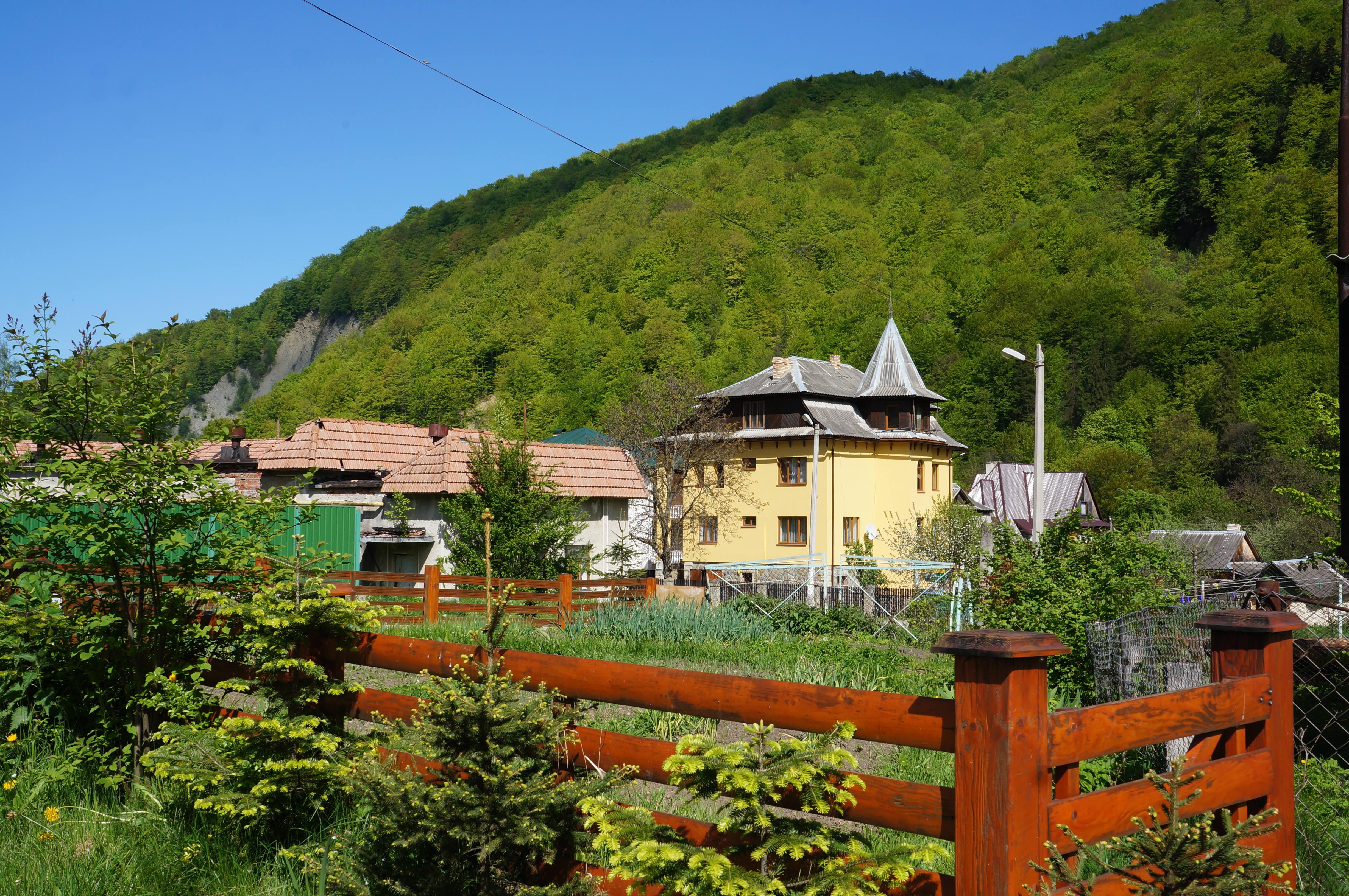
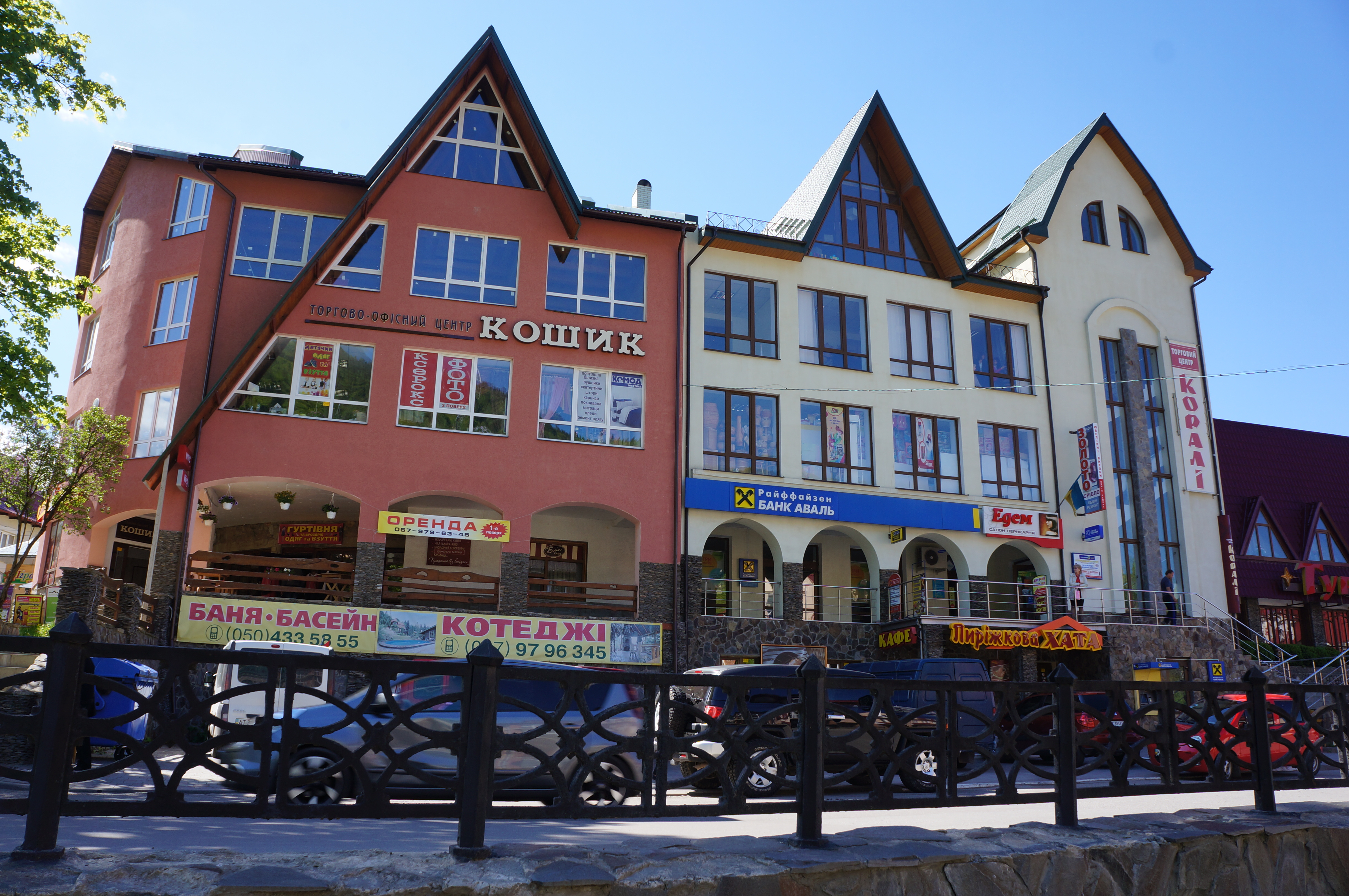
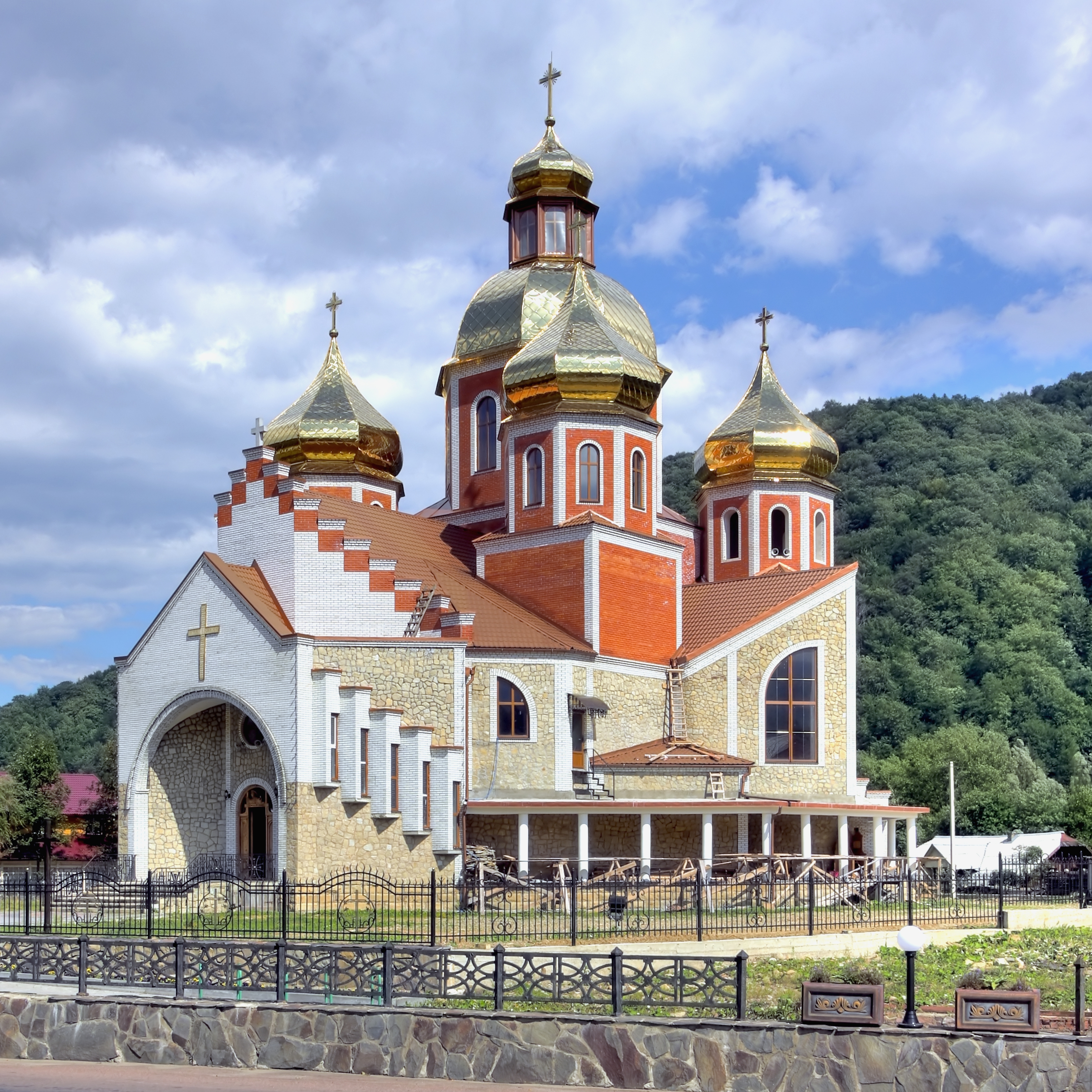
Chiesa greco-cattolica
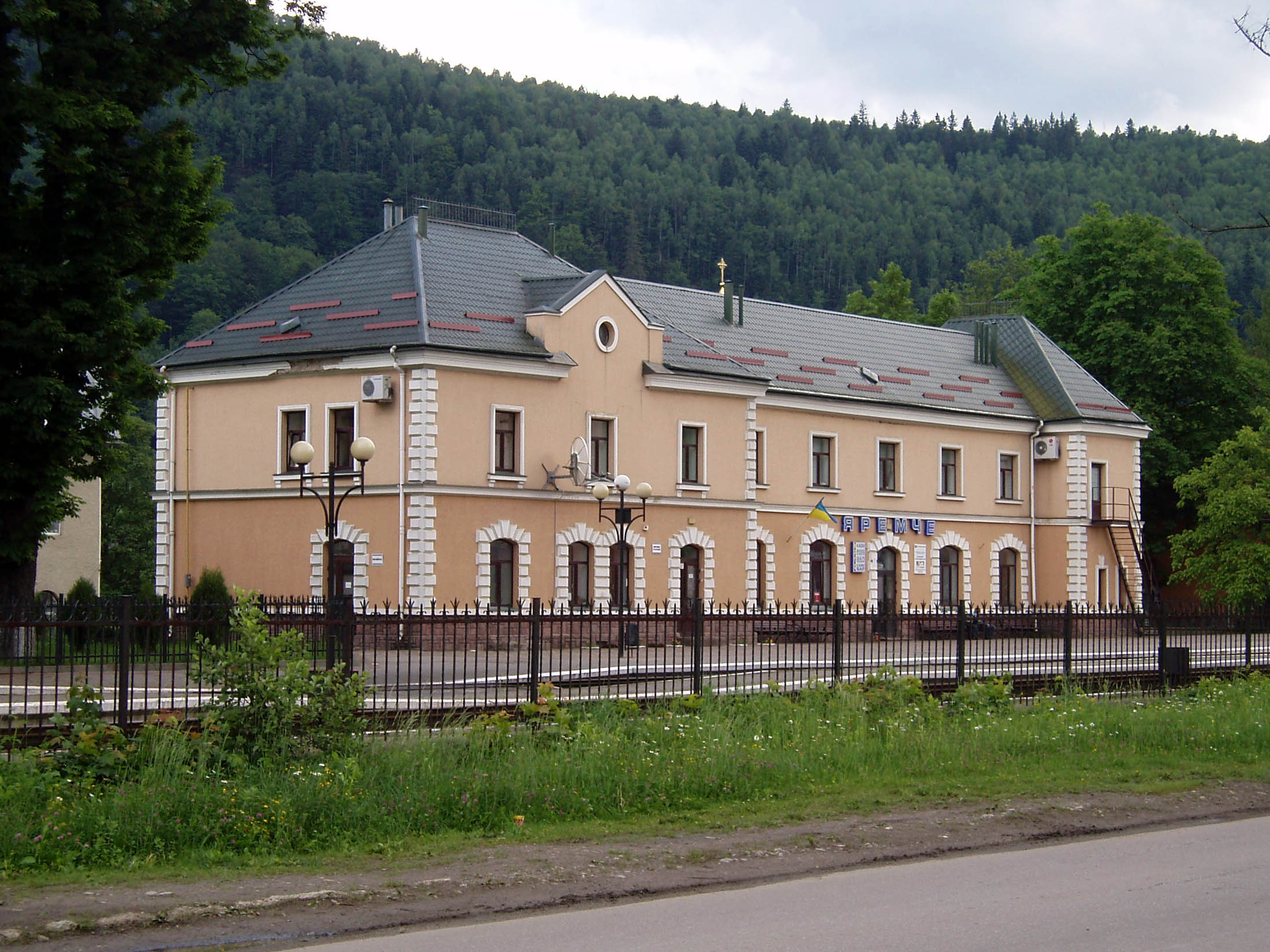
La stazione ferroviaria
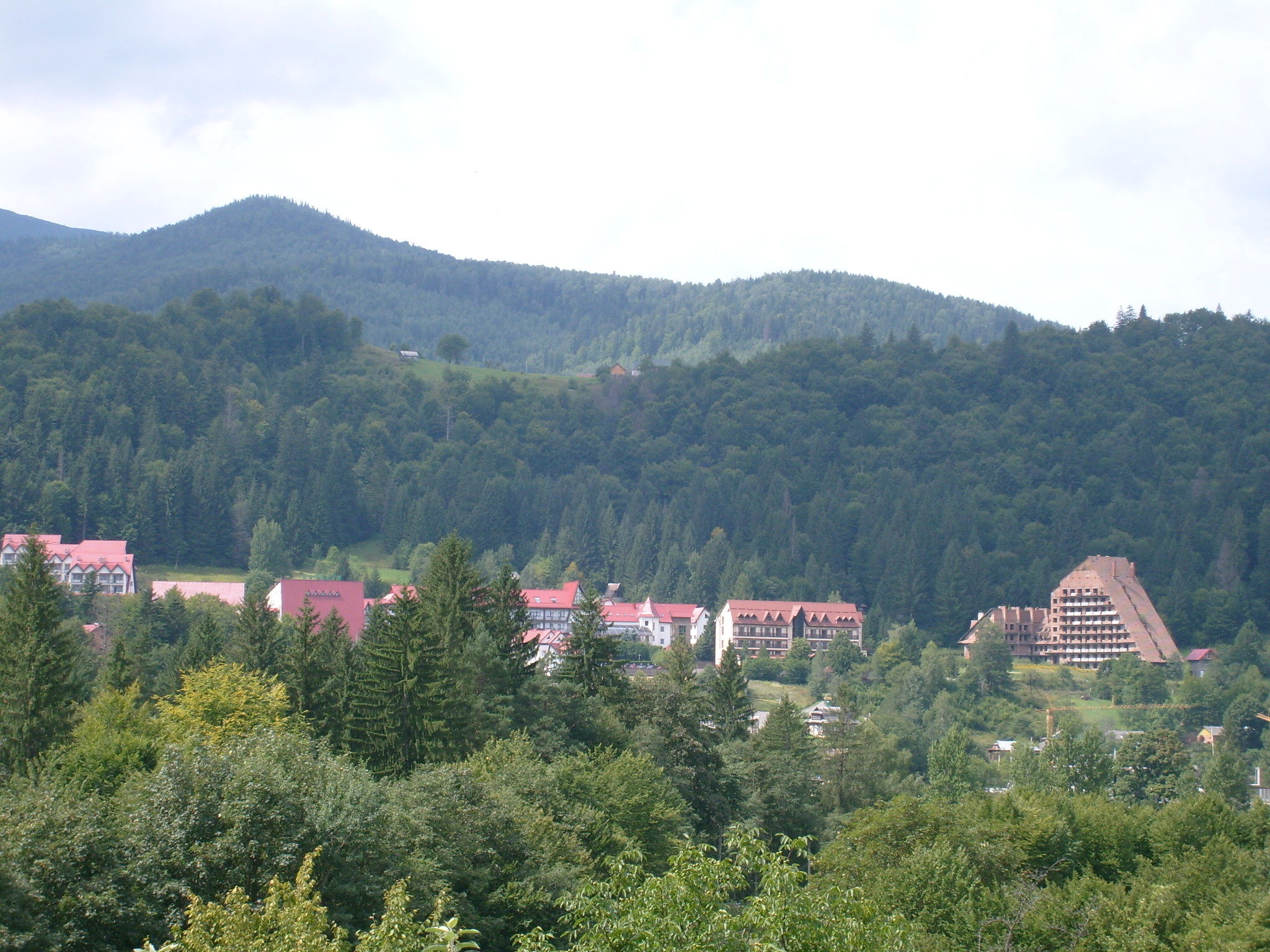
Panorama
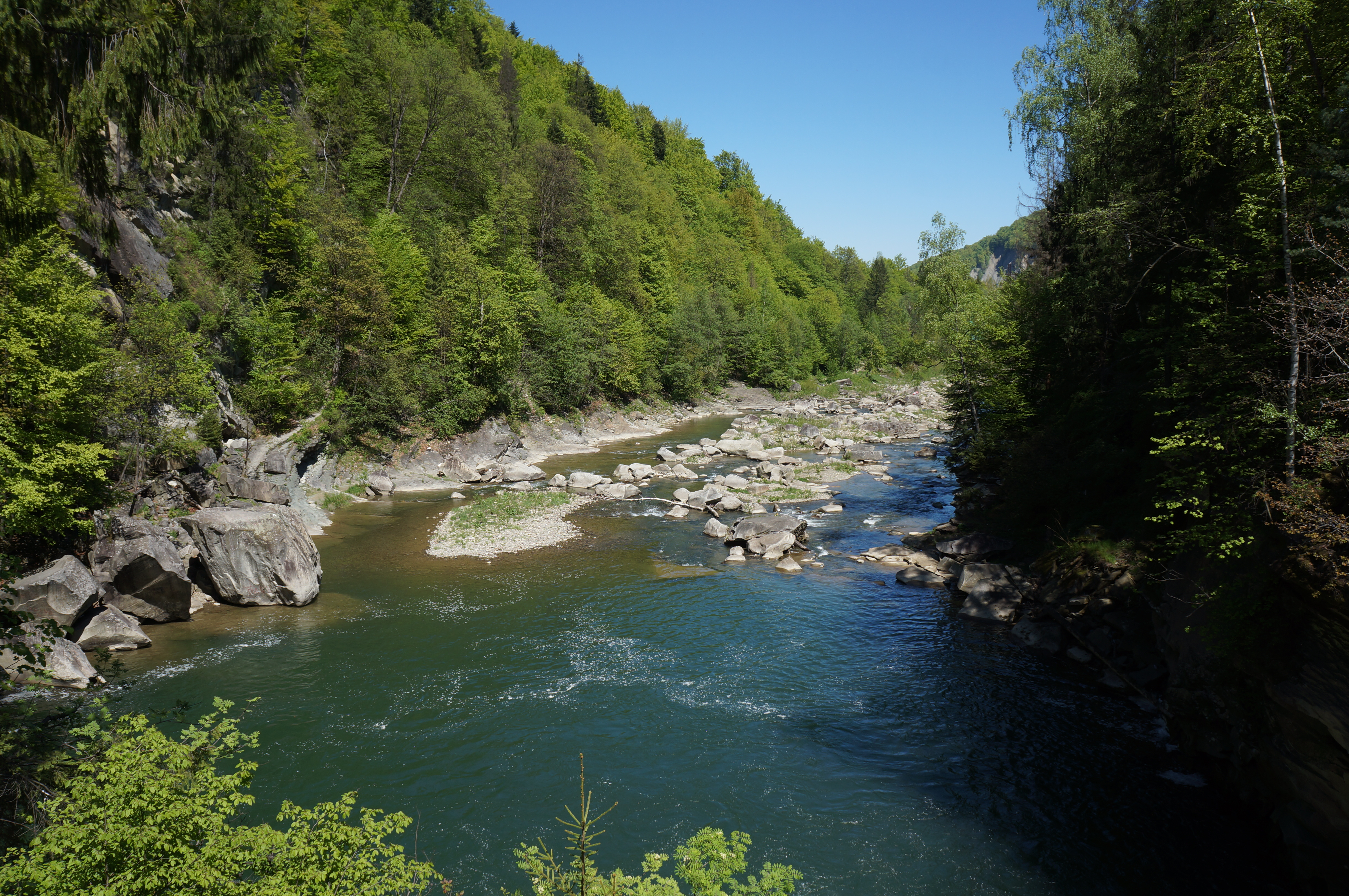
Fiume Prut